# اوربات
اوربات یک نرم‌افزار رایگان از سرور پروکسی است که ناشناس بودن در اینترنت را برای کاربران خود در سیستم عامل اندروید فراهم کرده‌است. نمونه‌ای از پروژه شبکه تور در چنین دستگاه‌هایی است که اجازه می‌دهد تا ترافیک را از مرورگر وب دستگاه، سرویس گیرنده ایمیل، برنامه نقشه و غیره از طریق شبکه تور هدایت شود و ناشناس بودن را برای کاربران خود فراهم کند.
این ابزار برای مخفی نگه داشتن ارتباطات کاربران از دولت‌ها و اشخاص ثالثی که ممکن است نظارتی روی ترافیک اینترنت داشته باشند، بسیار مفید است و استفاده می‌شود.